# Euptelea pleiosperma
Euptelea pleiosperma là một loài thực vật có hoa trong họ Eupteleaceae. Loài này được Hook.f. & Thomson mô tả khoa học đầu tiên năm 1864. Loài này có ở Trung Quốc, Ấn Độ, và Myanma.